# Reuchlin (Freimaurerloge)

Wappen der Freimaurerloge Reuchlin

Die Johannis-Freimaurerloge Reuchlin ist eine Freimaurerloge in Pforzheim. Sie gehört der Großloge der Alten Freien und Angenommenen Maurer von Deutschland (A.F.u.A.M.v.D.) im Verbund der Vereinigten Großlogen von Deutschland (VGLvD) an und führt die Matrikelnummer 409. Die Loge wurde am 6. April 1865 gegründet und ist nach dem aus Pforzheim stammenden Humanisten Johannes Reuchlin benannt.

## Symbole
Das Symbol (Bijou) der Loge ist ein gleichseitiges Dreieck, das von der Weltbruderkette symbolisch umspannt wird. Im Inneren des Dreiecks ist das Porträt von Johannes Reuchlin zwischen Winkelmaß und Zirkel platziert.

## Geschichte
Am 11. Mai 1858 wurde in Pforzheim das freimaurerische Kränzchen Porta Hercynia gebildet, das am 6. April 1865 zur Gründung der Loge Reuchlin führte. Somit ist die Loge Reuchlin der zweitälteste aktive Pforzheimer Verein nach der Löblichen Singergesellschaft. Am 21. Oktober 1896 wurde der Grundstein für das Logenhaus in der Werderstraße gelegt.
Nach dem Verbot der Freimaurerei durch die Nationalsozialisten 1933 verkaufte man das Logenhaus 1935 an die evangelische Kirche, um einer drohenden Enteignung zu entgehen. Es wurde am 23. Februar 1945 beim Luftangriff auf Pforzheim zerstört. Die Wiedereröffnung der Loge erfolgte am 27. November 1946 mit einer Gründungsversammlung im Restaurant Hoheneck.
Für das neue Logenhaus wurde am 24. Mai 1983 die Villa Becker von der Stadt Pforzheim erworben. 1985 bis 1989 wurde die Villa weitgehend in Eigenarbeit der Logenmitglieder restauriert und am 23. Juni 1985 als neues Logenhaus eingeweiht.

## Galerie

Logenhaus der Freimaurerloge Reuchlin, die Villa Becker in Pforzheim
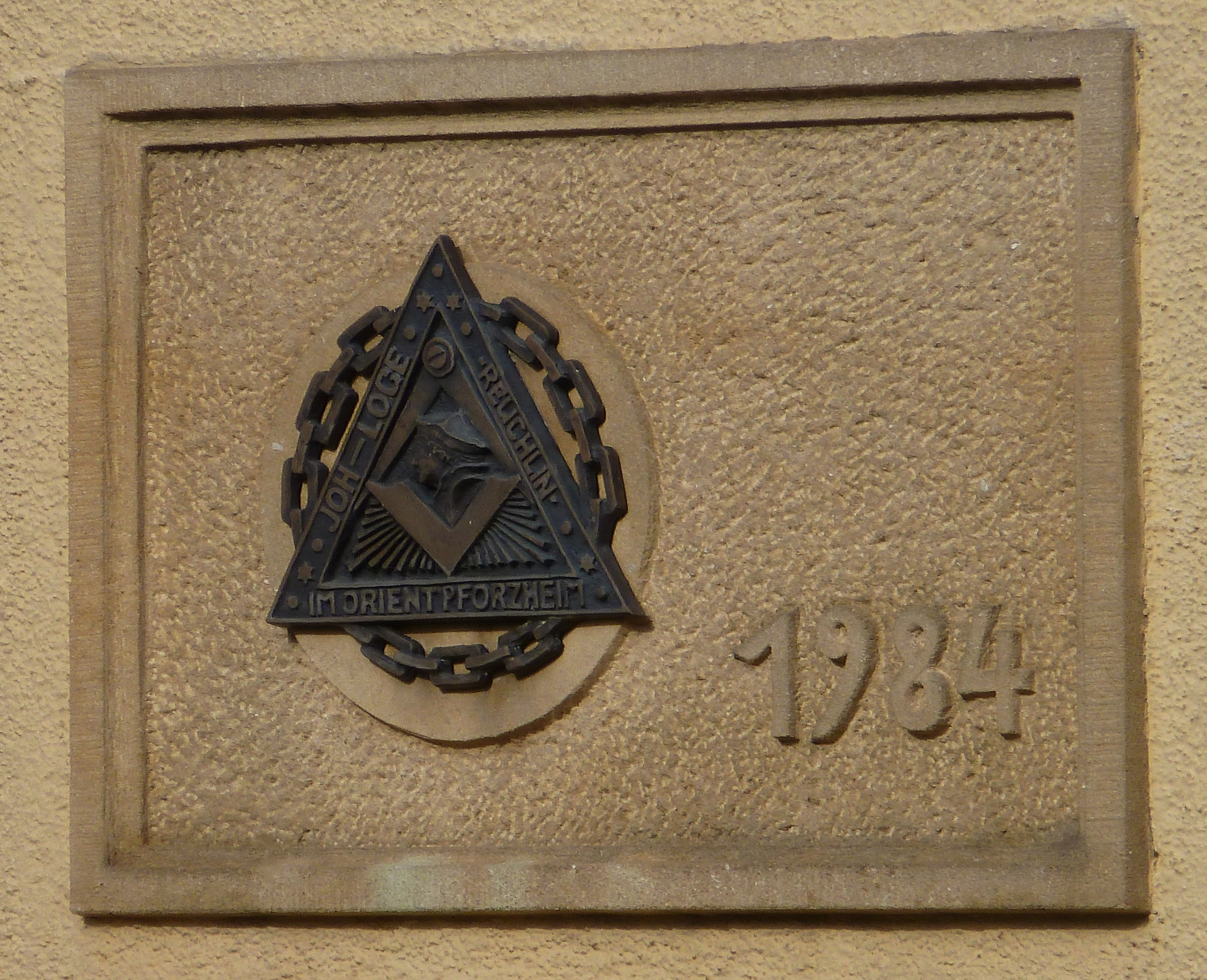
Schild der Villa Becker
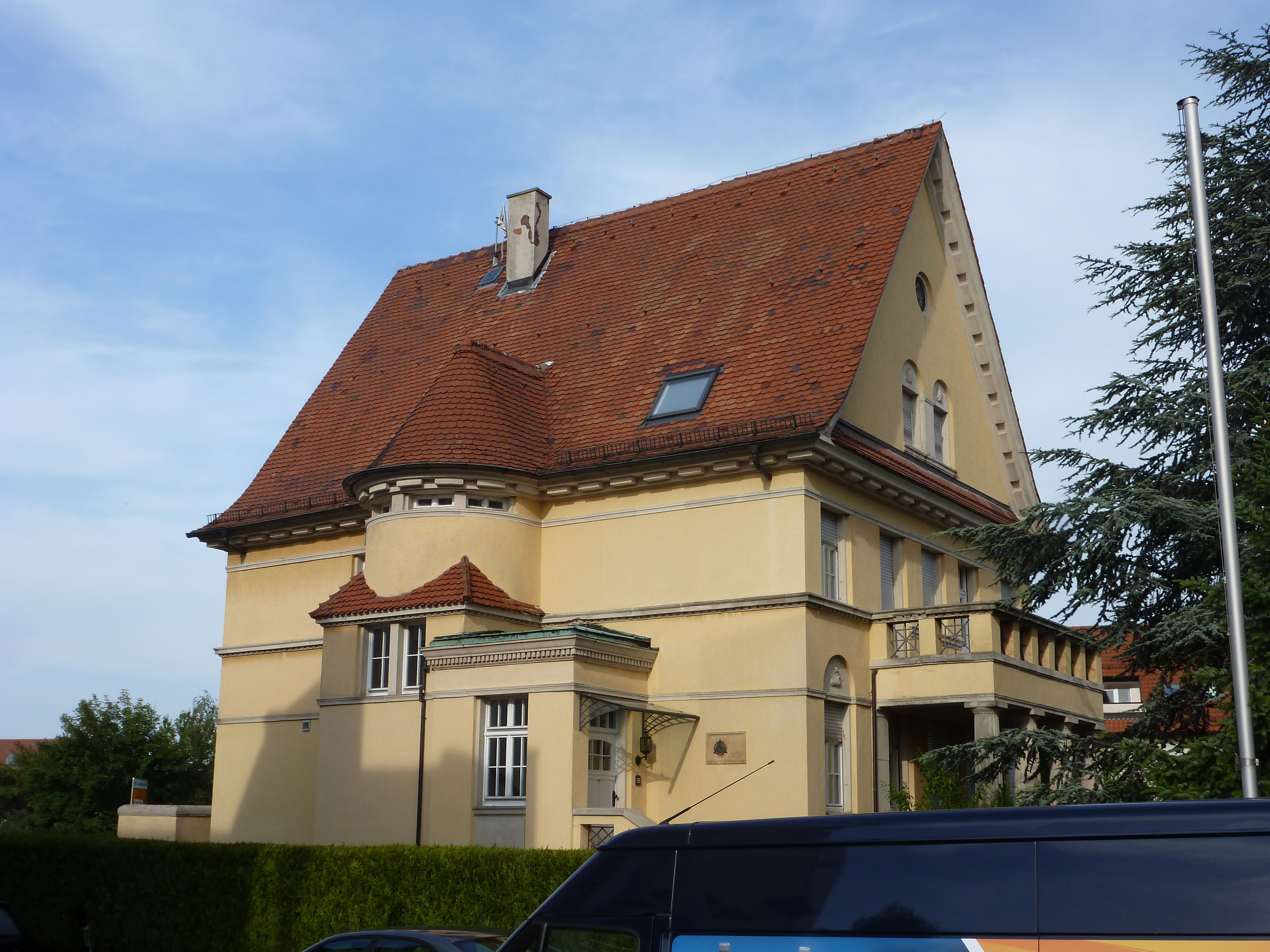
Die Villa Becker

## Bekannte Mitglieder
- Ludwig Auerbach, Dichter
- Adolf Hildenbrand, Maler
- Erwin Aichele, Maler